# Carcinopodia schoutedeni
Carcinopodia schoutedeni là một loài bướm đêm thuộc phân họ Arctiinae, họ Erebidae.